# Next (film)
Next – amerykański film z roku 2007 w reżyserii Lee Tamahori, luźno nawiązujący do opowiadania Philipa K. Dicka Złotoskóry. W głównych rolach występują Nicolas Cage, Julianne Moore i Jessica Biel.

## Obsada
- Nicolas Cage – Cris Johnson „Frank Cadillac”
- Julianne Moore – agentka NSA Callie Ferris
- Jessica Biel – Elizabeth "„Liz”" Cooper
- Thomas Kretschmann – Pan Smith
- Peter Falk – Irv
- Jim Beaver – dyrektor NSA Wisdom
- José Zúñiga – szef ochrony Roybal
- Sergej Trifunović – Pan White
- Bonita Friedericy – kasjerka
- Paul Rae – brygadzista załogi drogowej

## Opis fabuły
Cris Johnson (Nicolas Cage) urodził się z niezwykłą umiejętnością widzenia zdarzeń, które mogą nastąpić w dotyczącej go najbliższej przyszłości (około 2 minut). Szybko okazało się jednak, że ten "dar" będzie dla niego przekleństwem. Zamknięty w sobie i zastraszony badaniami, które przeszedł w dzieciństwie z powodu swych zdolności, żyje pod zmienionym nazwiskiem w Las Vegas obstawiając drobne zakłady hazardowe. Kiedy grupa terrorystów grozi zdetonowaniem nuklearnego ładunku w Los Angeles, rząd przypomina sobie o istnieniu Johnsona i wysyła agentkę FBI (Julianne Moore), by jeszcze raz nakłoniła go do współpracy.